# Cella Dati
Cella Dati (lombardul: Cela) település Olaszországban, Lombardia régióban, Cremona megyében. Lakosainak száma 494 fő (2023. január 1.). Cella Dati Derovere, Motta Baluffi, Pieve San Giacomo, San Daniele Po, Sospiro és Cingia de’ Botti községekkel határos.

## Népesség
A település lakossága az elmúlt években az alábbi módon változott:
| Lakosok száma | 541  | 511  | 511  | 494  |
|               | 2013 | 2017 | 2018 | 2023 |